# Synagoga w Leżajsku
Synagoga w Leżajsku – chasydzka synagoga znajdująca się w Leżajsku, przy ulicy Studziennej 2.
Synagoga została założona w jednym z pomieszczeń, rozbudowanego w latach 1997–1998, budynku dawnej mykwy. Inicjatorem tego przedwsięwzięcia była Fundację Chasydów Leżajsk-Polska, która wykonywała swoje prace pod kierunkiem rabina Simchy Krakowskiego. Synagoga służy głównie pielgrzymującym do Leżajska chasydom, a modły w niej odbywają się kilka razy w roku.
9 marca 2007 roku nastąpiło uroczyste wprowadzenie do synagogi nowej Tory, którą ufundował Dawid Fischer z Izraela. Trasa pochodu prowadziła przez plac Targowy, ulicę Krótką, Górną i Studzienną. Na uroczystościach było obecnych wielu rabinów oraz liczni pielgrzymi z całego świata.